# Organisch geprägter Fluss

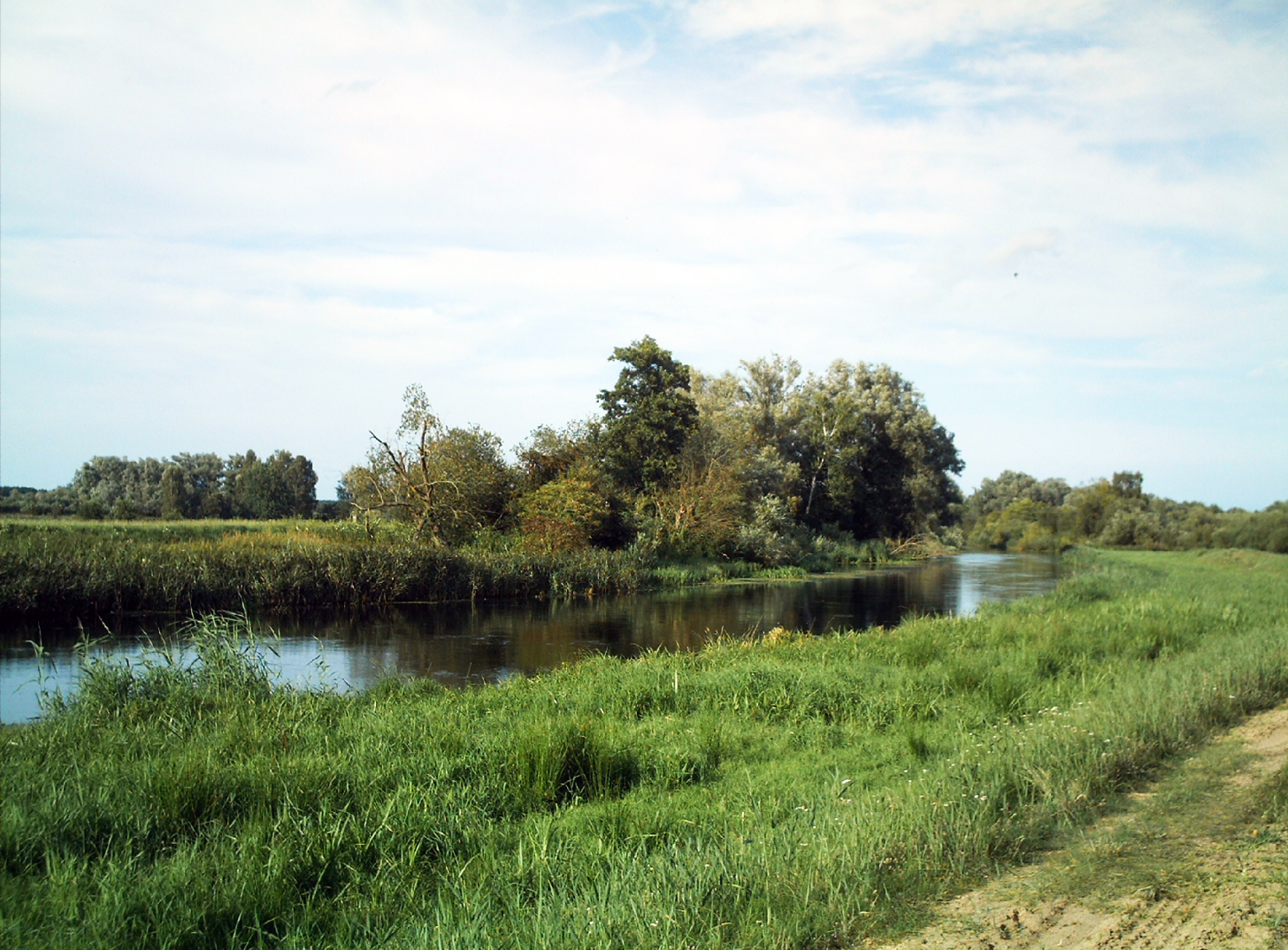
Die Uecker, teilweise ebenfalls ein organisch geprägter Fluss

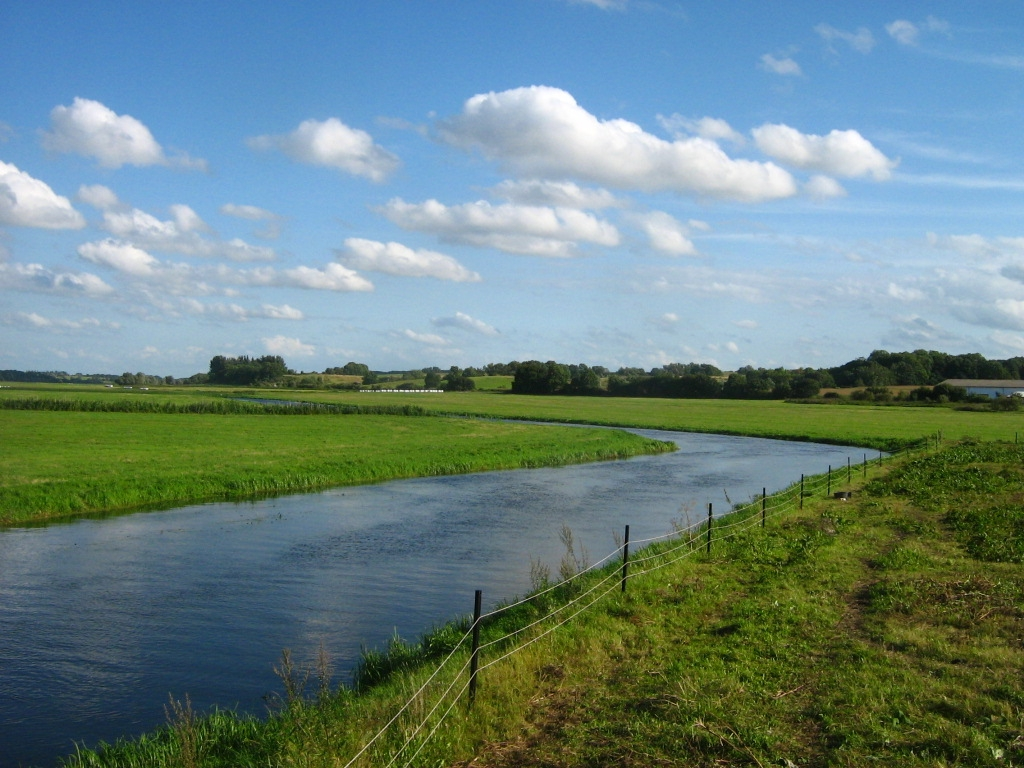
Die Tollense bei Broock, Beispiel für einen stark regulierten organisch geprägten Fluss

Der organisch geprägte Fluss (Typ 12) ist ein von der Bund/Länder-Arbeitsgemeinschaft Wasser (LAWA) festgelegter Fließgewässertyp. Er gehört zu den Ökoregion unabhängigen Typen, kann also sowohl im norddeutschen Tiefland als auch im Alpenvorland vorkommen.

## Gewässerstruktur
Für gewöhnlich besteht ein organisch geprägter Fluss aus einem mäandrierenden, langsam fließenden Hauptlauf mit vielen Nebengerinnen, wobei keine klare Abgrenzung zur Aue vorhanden ist. Das Flussbett ist kaum eingeschnitten. Es besteht in der Regel genau wie die umgebende Aue aus organischen Substraten wie Torf, Falllaub oder Schlamm. Manchmal besteht die Gewässersohle aber auch teilweise aus Sand oder anderen mineralischen Substraten, ist jedoch von einem organischen Niedermoor umgeben.
Das Wasser hat aufgrund der Moore oft eine bräunliche Farbe.

## Flora und Fauna
In diesem Fließgewässertyp kommen sowohl Arten langsam fließender Gewässer als auch Stillwasserarten vor. Bei den Wirbellosen sind das beispielsweise Totholz oder Wasserpflanzen besiedelnde Eintagsfliegenlarven, verschiedene Köcherfliegenlarven sowie die Tellerschnecken, bei den Fischen unter anderem Döbel, Ukelei und einige Barsche.
An Wasserpflanzen kommen viele Großlaichkräuter wie der Einfache Igelkolben oder das Spiegelnde Laichkraut vor. Auch die Flussbereiche innerhalb der Jungmoränen sind unter anderem mit Röhrichten, Schwimmblattpflanzen und Laichkräutern dicht besiedelt. Plankton ist jedoch nicht vorhanden.

## Beispiele
- Tollense
- Elde